# Seminario di Storia della scienza
Il Seminario di Storia della Scienza è un Centro Interuniversitario di Ricerca tra le Università di Bari, della Basilicata, di Foggia, del Molise, del Salento ed il Politecnico di Bari, con sede presso l'Università degli Studi di Bari Aldo Moro, in Piazza Umberto I, n. 1.

È la prima ed unica struttura di questo tipo in Italia. Le altre Istituzioni che si sono occupate, o si occupano di storia e di filosofia della scienza sono infatti Enti o Centri non universitari, come il Centro di Studi metodologici di Torino, la Domus Galilaeana di Pisa, l'Istituto e Museo di Storia della scienza (ora Museo Galileo) di Firenze, il Centro Federigo Enriques di Livorno, mentre il Centro internazionale per la storia delle università e della scienza (CIS) di Bologna è un'unità di ricerca del Dipartimento di Filosofia della stessa Università.

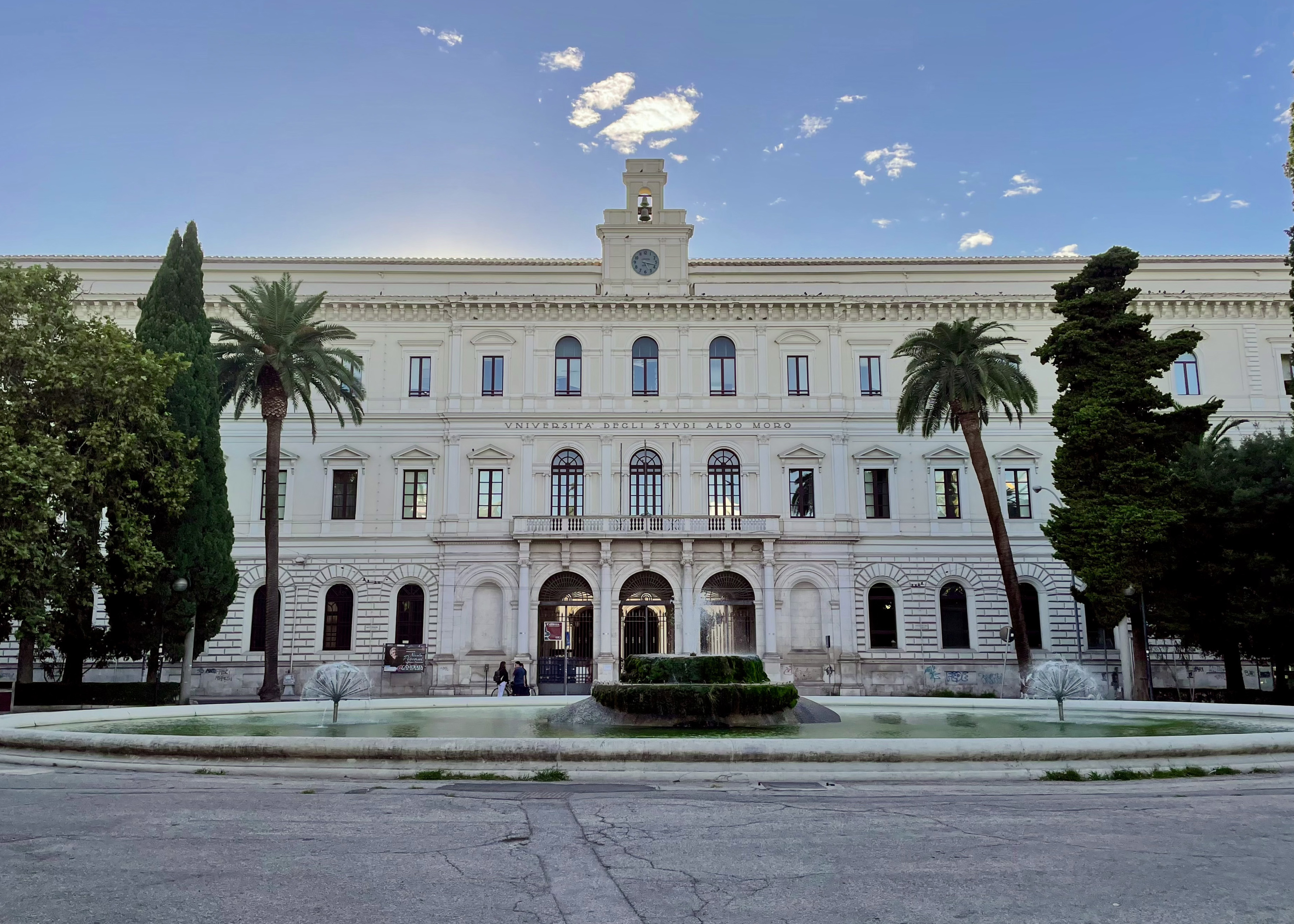
Università degli Studi di Bari Aldo Moro

## Storia
Il nucleo originario del Centro è stato il “Seminario di studi e ricerche sulla Storia delle scienze logico matematiche, fisicochimiche, biochimicofisiche e medico biologiche”, istituito il 14 agosto 1967 presso l'Istituto di Filosofia dell'Università di Bari con Decreto del Presidente della Repubblica n. 811. Fondatore e primo direttore è stato Antonio Corsano, prestigioso storico della filosofia e studioso, in particolare, della cultura scientifico-filosofica del Rinascimento e dell'età moderna. Egli, in polemica con Eugenio Garin, riteneva che il vero lascito della civiltà rinascimentale fosse da ritrovarsi nella nascita della scienza galileiana e non soltanto nella creazione della “scienza filologica” e letteraria. Sintomatico, al proposito, risulta essere la sua Storia della filosofia, manuale per i Licei (ed. Principato), che proponeva questa linea interpretativa anche a livello di formazione scolastica, in un periodo dominato dall'idealismo crociano e gentiliano, esemplificato dal celebre manuale del Lamanna.

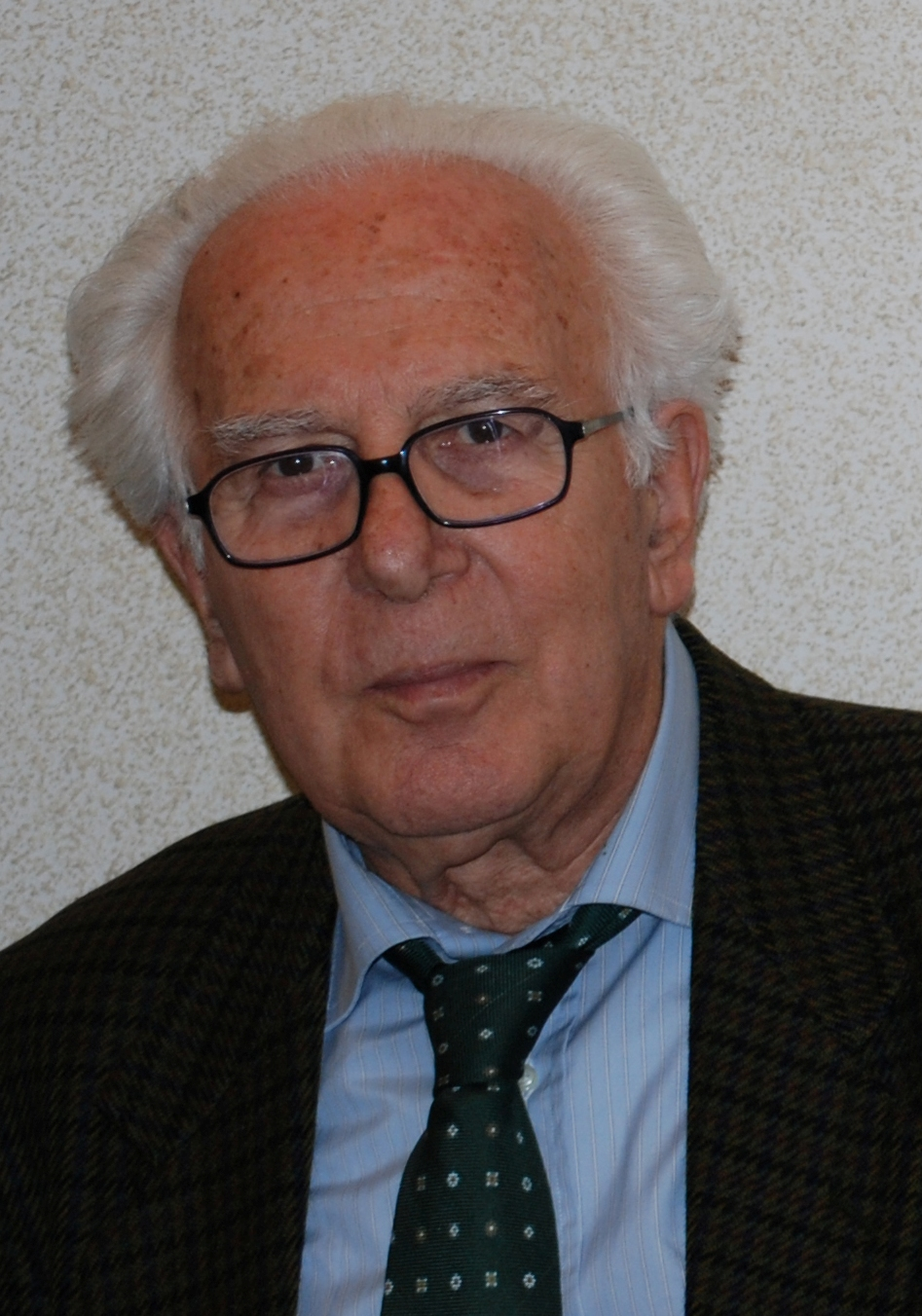
Francesco Tateo

A questa sua intuizione faceva riferimento la norma dello statuto che indicava come fine primario quello di “addestrare giovani laureati ed assistenti alla ricerca in storia della scienza con la cooperazione dei docenti componenti, di studiosi e ricercatori di chiara fama, italiani e stranieri, invitati a tenere lezioni ed esercitazioni su temi stabiliti”. La struttura, inoltre, doveva gettare le basi di una collaborazione tra Facoltà scientifiche ed umanistiche, molto distanti tra di loro a causa delle reciproche e contrapposte tradizioni scientiste ed idealistiche: per questo del Consiglio Direttivo facevano parte anche docenti delle Facoltà di Medicina e di Scienze, come i fisiologi Michele Mitolo e Francesco Ghiretti, l'anatomista Rodolfo Amprino, il matematico Wolf Gross, il fisico Aldo Romano.

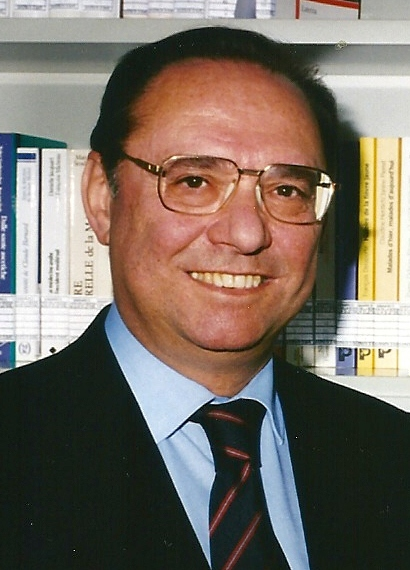
Mauro Di Giandomenico

Dal 1975 al 1978 la direzione del Seminario è passata a Francesco Tateo, storico della letteratura italiana, e successivamente, fino al 2011, a Mauro Di Giandomenico, storico della scienza. 

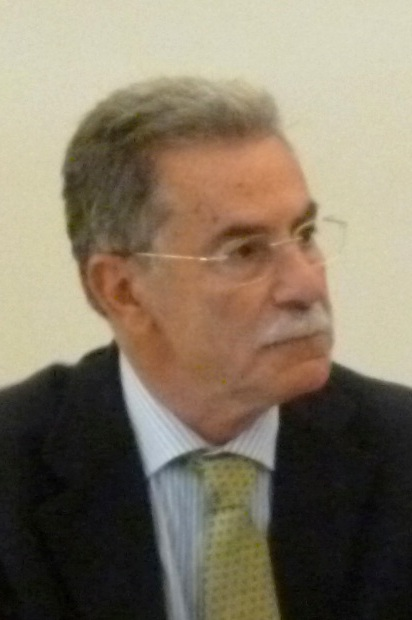
Pasquale Guaragnella

Una data importante è stata quella del 1982, quando al Seminario di Storia della Scienza un Decreto Ministeriale ( D.M. n. 1164) ha riconosciuto piena autonomia scientifica ed amministrativa. L'autonomia di progettazione e l'ampliamento della sede hanno consentito l'allestimento di una biblioteca specialistica, l'attivazione di attività didattiche (corsi di perfezionamento, di specializzazione, di dottorato di ricerca), la creazione di un Laboratorio di Epistemologia Informatica, primo in Italia, che, elaborando software originali per il trattamento di testi, ha intrapreso una linea di ricerca innovativa per l'analisi elettronica di opere scientifiche storiche.
Nel 2000 il Seminario di Storia della Scienza è stato convertito in Centro Interdipartimentale di Ricerca. Con il nuovo Statuto le finalità del Centro si sono ampliate: oltre ai settori tradizionali della storia e della filosofia della scienza, si sono prese in esame tematiche transdisciplinari, che hanno coinvolto la comunicazione scientifica, la valorizzazione dei beni culturali storici e scientifici materiali ed immateriali e si è dato inizio a collane editoriali. Inoltre, si sono realizzate collaborazioni in specifiche attività di ricerca e di alta formazione professionale con Istituzioni ed Enti di ricerca e programmazione operanti nel territorio regionale, nazionale ed internazionale, nonché con l'Unione Europea.

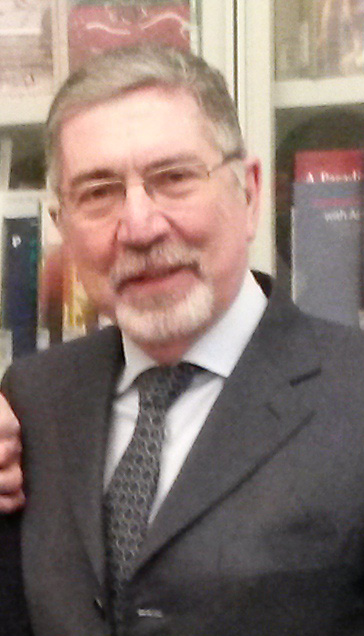
Augusto Garuccio

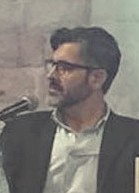
Francesco Paolo de Ceglia

Nel 2012 il Seminario di Storia della Scienza ha affrontato la sua ultima frontiera: si è trasformato in Centro Interuniversitario di Ricerca, unica struttura universitaria italiana al momento esistente. La direzione di questo Centro è stata assunta prima da Pasquale Guaragnella, storico della Letteratura italiana, dal 2015 da Augusto Garuccio, fisico e storico della fisica, e dal 2018 da Francesco Paolo de Ceglia, storico della scienza.

## Attività di ricerca
Il Seminario ha sviluppato numerosi progetti di ricerca, seguendo una precisa linea di politica culturale, consistente nell'organizzazione di gruppi di ricerca di varia provenienza di sedi universitarie, forniti di autonomia nell'ambito della decisionalità metodologica ed editoriale, ma accomunati da una stessa visione pluralistica della storiografia scientifica e dall'unitarietà delle tematiche prescelte. In altri termini, non è stato privilegiato un settore particolare o un periodo storico esclusivo, ma le ricerche hanno spaziato nell'ampio spettro della storia delle scienze e delle tecniche, come pure della storiografia scientifica. Allo stesso modo, le pubblicazioni conseguenti non sono state “costrette” in canali dedicati, ma è stata lasciata piena libertà di stampa ai loro autori.
Alla fine degli anni Settanta il Seminario ha proposto al CNR la costituzione di un Gruppo nazionale di storia della scienza, che riuniva otto istituti italiani per lo sviluppo di progetti di ricerca ampi e diversificati. Il CNR ha assegnato ad esso i primi finanziamenti per ricerche sulla storia delle scienze neurologiche, biologiche, matematiche, fisiche tra XVII e XX secolo.
Negli anni 1997-2002 il Seminario ha partecipato al Programma Finalizzato Beni Culturali del CNR, sviluppando le attività di recupero e catalogazione di strumentazione psicologica, l'attivazione di un laboratorio computerizzato di sperimentazione e progettazione di un piano territoriale di museologia scientifica integrata. Queste iniziative avevano alla base esperienze avviate già da alcuni anni, le quali avevano portato nel 1993 all'istituzione del Centro Interdipartimentale di Servizi per la Museologia Scientifica (CISMUS). dell'Università di Bari. 

Nel 2008 il Seminario ha realizzato un sistema integrato web tridimensionale multi utente per la sperimentazione di un'attività di divulgazione e fruizione del patrimonio storico-culturale e scientifico, attraverso la reazione di un ambiente e di un museo virtuale di storia della scienza su Mondi Attivi.

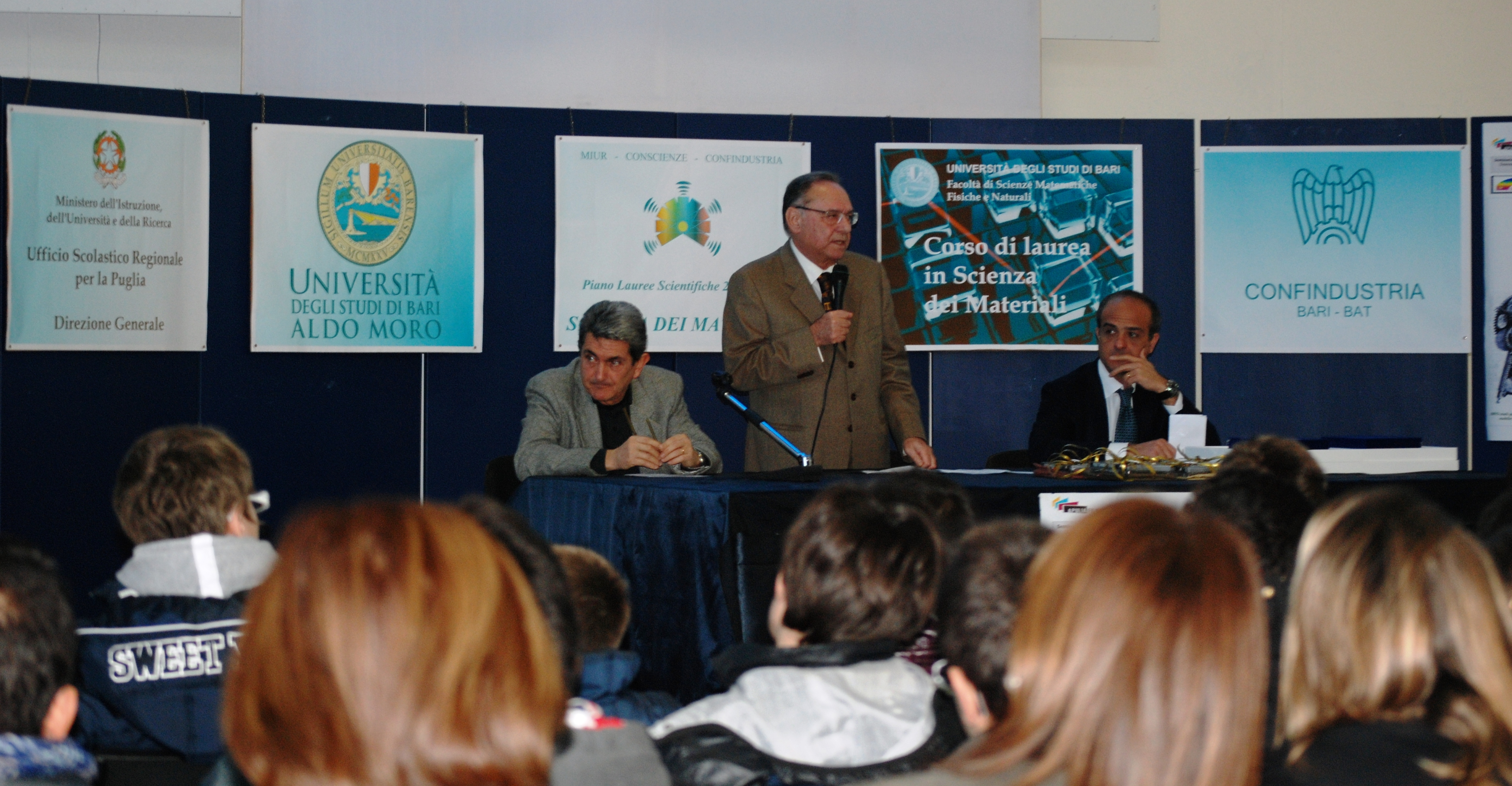
Bari 2011

Dal 1986 ha partecipato a progetti di ricerca finanziati con fondi ministeriali (MIUR, Ministero della Salute, PON) e regionali (POR). Ha coordinato progetti in collaborazione con le Università di Roma (Guido Cimino), Firenze (Giulio Barsanti), Bologna (Giuliano Pancaldi) e Reggio Emilia (Antonello La Vergata) Si ricordano, tra gli altri progetti: “Materialismo tra Settecento ed Ottocento”, diretto da Antimo Negri, “L'immagine scientifica dell'uomo”, diretto da Guido Cimino, “Le nuove tecnologie informatiche per lo studio di strumenti, esperimenti e teorie nelle scienze della vita e della mente”, diretto da Mauro Di Giandomenico, “Progetto Cnosso per la fruizione personalizzata ed informatizzata dei beni culturali”, diretto da Luciano Schiavoni.

### Storia dell'informatica ed epistemologia informatica
Le prime iniziative sono state finanziate dal CNR.
Alla fine degli anni Settanta è stata sperimentata pionieristicamente la tecnologia del knowledge engineering per progettare e realizzare sistemi esperti per la storia delle scienze.
Nel 1986 il Seminario di Storia della Scienza ha fondato il Laboratorio d'Epistemologia Informatica, che ha realizzato software originali di analisi semantica dei testi con la collaborazione di padre Roberto Busa, applicati allo studio del lessico scientifico in autori dei secoli XVII-XIX.

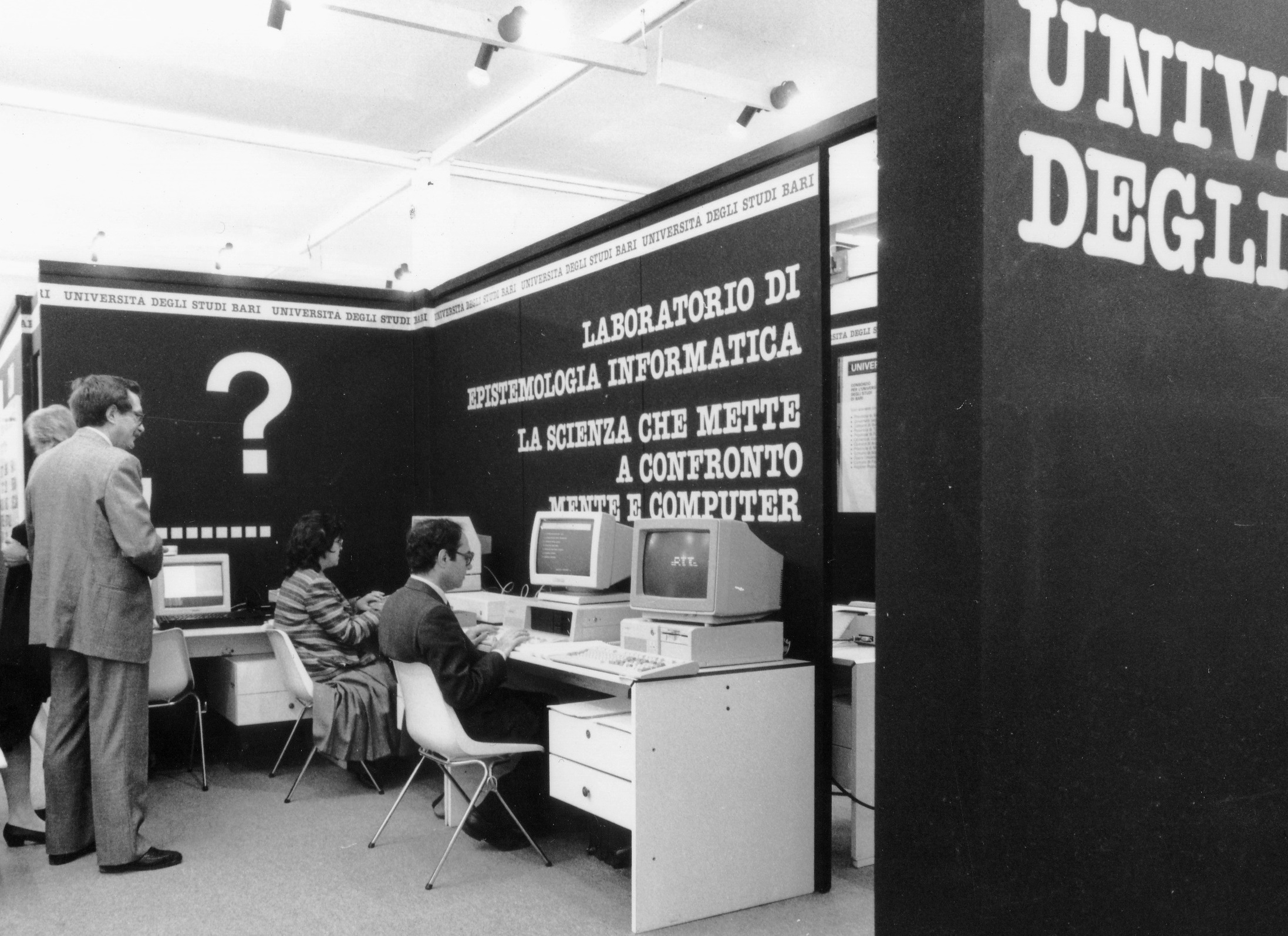
Tecnorama Ufficio, Bari 1992

Su invito di Corrado Bonfanti, storico dell'informatica e responsabile del progetto A.I.C.A. (Associazione Italiana per l’Informatica e il Calcolo Automatico), nel 1989 il Seminario di Storia della Scienza ha rappresentato il settore delle applicazioni informatiche per gli studi umanistici al Congresso A.I.C.A. di Trieste. Inoltre, nel 1993-95 il Seminario ha curato la sessione storica dei tre congressi A.I.C.A. di Gallipoli, Palermo e Chia (Cagliari). 
A partire dal 1987 fino al 2001 è stato realizzato annualmente un Corso di Perfezionamento
universitario di Epistemologia Informatica, indirizzato in particolare ai laureati in discipline umanistiche. Nell'arco degli stessi anni sono stati attivati nell'ambito di programmi UE o della Regione Puglia corsi professionalizzanti con la finalità di creare esperti nelle applicazioni informatiche per le professioni umanistiche, per l'informatica documentaria e per il terziario avanzato. In particolare, dal 1989 al 1992 il Seminario ha realizzato i corsi di formazione professionale in Applicazioni informatiche per le scienze umane, in convenzione con il Parco scientifico e tecnologico Tecnopolis-Csata. Nel 1994 ha attuato il corso di formazione professionale in Epistemologia Informatica, nell'ambito del programma comunitario Euroform.
A partire dal 1987 il Laboratorio di Epistemologia Informatica ha partecipato alle annuali edizioni di Tecnorama Ufficio, il salone della telematica e delle comunicazioni nell'organizzazione aziendale e delle macchine per ufficio, allestito alla Fiera del Levante di Bari in collaborazione con lo SMAU di Milano. In queste occasioni ha presentato i suoi software originali e i prodotti della ricerca.

Nel 1995 è stato fondato lo SWIF – Sito Web Italiano per la Filosofia - diretto da Mauro Di Giandomenico e Luciano Floridi, che nel 1997 è diventato rivista scientifica. Nel 1998 lo SWIF ha ricevuto il premio WWW dal Sole 24 Ore per la Categoria Scuola, Università e Ricerca. È rimasto attivo fino al 2008.
Nel 2003 il Seminario di Storia della Scienza ha promosso l'attivazione nel corso di laurea in Filosofia dell'Università di Bari di un insegnamento di Storia dell'informatica, primo in Italia.

## Dottorato di ricerca
Il Dottorato di ricerca in Storia della scienza è stato il primo istituito in Italia nel 1989. Esso è nato in forma consortile con altri Atenei italiani: Roma, Bologna, Genova, Lecce e Stazione Zoologica di Napoli. Nei diversi cicli il collegio dei docenti è stato composto tra gli altri da: Pietro Beraldi, Davide Bigalli, Vincenzo Cappelletti, Guido Cimino, Nino Dazzi, Ferruccio De Natale, Mauro Di Giandomenico, Federico Di Trocchio, Bernardino Fantini, Paolo Freguglia, Augusto Garuccio, Pasquale Guaragnella, Savino Longo, Carlo Maccagni, Maurizio Mamiani, Giuliano Pancaldi, Sandro Petruccioli, Paolo Ponzio, Pietro Redondi, Arcangelo Rossi, Ubaldo Sanzo, William Shea, Maria Sinatra, Giorgio Tabarroni, Francesco Trevisani, Sandra Tugnoli Pattaro. Il Dottorato ha attivato nel 2003-5 un progetto di internazionalizzazione, denominato “Dottorato europeo in Storia della Scienza”, che ha rafforzato la collaborazione didattica e di ricerca con l'Università di Ginevra, Institut d'Historie de la Médecine et de la Santé. Ha stabilito contatti con le seguenti istituzioni pubbliche e private, nazionali ed internazionali: Domus Galilaeana (Pisa); Fachbereich Philosophie dell'Università di Costanza (DE); Istituto Italiano di Studi Germanici (Roma); Centro di Documentazione e di Ricerca sulla Cultura Materiale e sulla Storia delle Tecniche (Castelletto sopra Ticino); Dipartimento di Informatica e Comunicazione dell'Università dell'Insubria; Departamento de Filologias Integradas dell'Universidad de Sevilla (ES). Il Coordinatore del Dottorato fino al 2011 è stato Mauro Di Giandomenico, dal 2012 al 2018 è stato Augusto Garuccio.
In parallelo con le attività formative del dottorato, sono stati attivati dal 1983 al 1989, due corsi triennali di rilievo internazionale, in collaborazione con la Domus Galilaeana di Pisa (presieduta da Vincenzo Cappelletti) d'intesa con il CNR, l'Istituto della Enciclopedia Italiana, i Ministeri della Pubblica Istruzione e dei Beni e delle attività culturali e del turismo. Ai corsi hanno partecipato studiosi e corsisti italiani e stranieri.
Complessivamente nei suoi 26 anni di vita, il Dottorato ha licenziato 110 dottori, in buona parte divenuti docenti universitari, ricercatori di Enti e dirigenti di Aziende e Centri culturali sia in Italia che all'Estero, oltre che docenti nei Licei. Si ricordano, tra gli altri: Franco Aurelio Meschini (Università del Salento), Ezio Vaccari (Università dell’Insubria), Carmela Morabito (Università Tor Vergata), Luciano Andreozzi (Università di Trento), Teresa Numerico (Università di Roma Tre), Francesco Paolo de Ceglia (Università di Bari), Liborio Dibattista (Università di Bari), Renato Foschi (Università La Sapienza), Marco Innamorati (Università Tor Vergata), Matteo Leone (Università di Torino), Silvia Degni (Unicusano), Michela Malpangotto (CNRS, Centre Jean Pépin, Ecole Normale Superieure-Ulm Paris), Marina Frasca-Spada (University of Cambridge), Dario Tessicini (Durham University), Francesco Gerali (University of Oklahoma), Corinna Guerra (Centre Alexandre Koyré-CNRS).
A partire dal 2005 (XXI ciclo) il Dottorato in Storia della Scienza, in obbedienza alle mutate (e controverse) disposizioni ministeriali, si è trasformato in Scuola di Dottorato in Storia, Scienza, Popolazione e Società. Per le successive traversie legislative il Dottorato nel 2011 (XXVI ciclo) ha modificato il nome in Scuola di Dottorato in Storia, Scienza, Popolazione e Territorio. Nel 2014 si è costituito il curriculum di Storia della Scienza del Dottorato in Teorie e Storie della Scienza, delle Scienze sociali, della Filosofia e dei Linguaggi, nel 2015-16 è diventato curriculum di Storia della Scienza nel Dottorato in Filosofia e Storia (XXXI ciclo) ed infine nel 2016-17 curriculum nel Dottorato in Studi Umanistici (XXXII ciclo).

## Alta formazione
Il Seminario di Storia della Scienza ha realizzato diverse iniziative, riconosciute a livello comunitario, per la formazione postuniversitaria. In particolare ha avviato corsi di formazione e perfezionamento nei settori dell'applicazione delle nuove tecnologie alle scienze umane, in quello della museologia scientifica, della cromodidattica, del knowledge management, della tutela e della conservazione del patrimonio documentale, dei sistemi di analisi della qualità e della valorizzazione dei beni culturali quali risorse immateriali.
Hanno avuto un notevole riscontro il Corso europeo di formazione professionale in “Restauro e conservazione di libri e documenti antichi” (progetto Ex Libris), attuato nel 1998-99 ed il Master europeo “Gasterea - Beni Culturali Enogastronomici”, la cui esperienza ha condotto poi l'Università di Bari ad attuare il primo corso di laurea triennale interclasse ed interfacoltà (Lettere ed Agraria) in “Beni enogastronomici”.

## Biblioteca

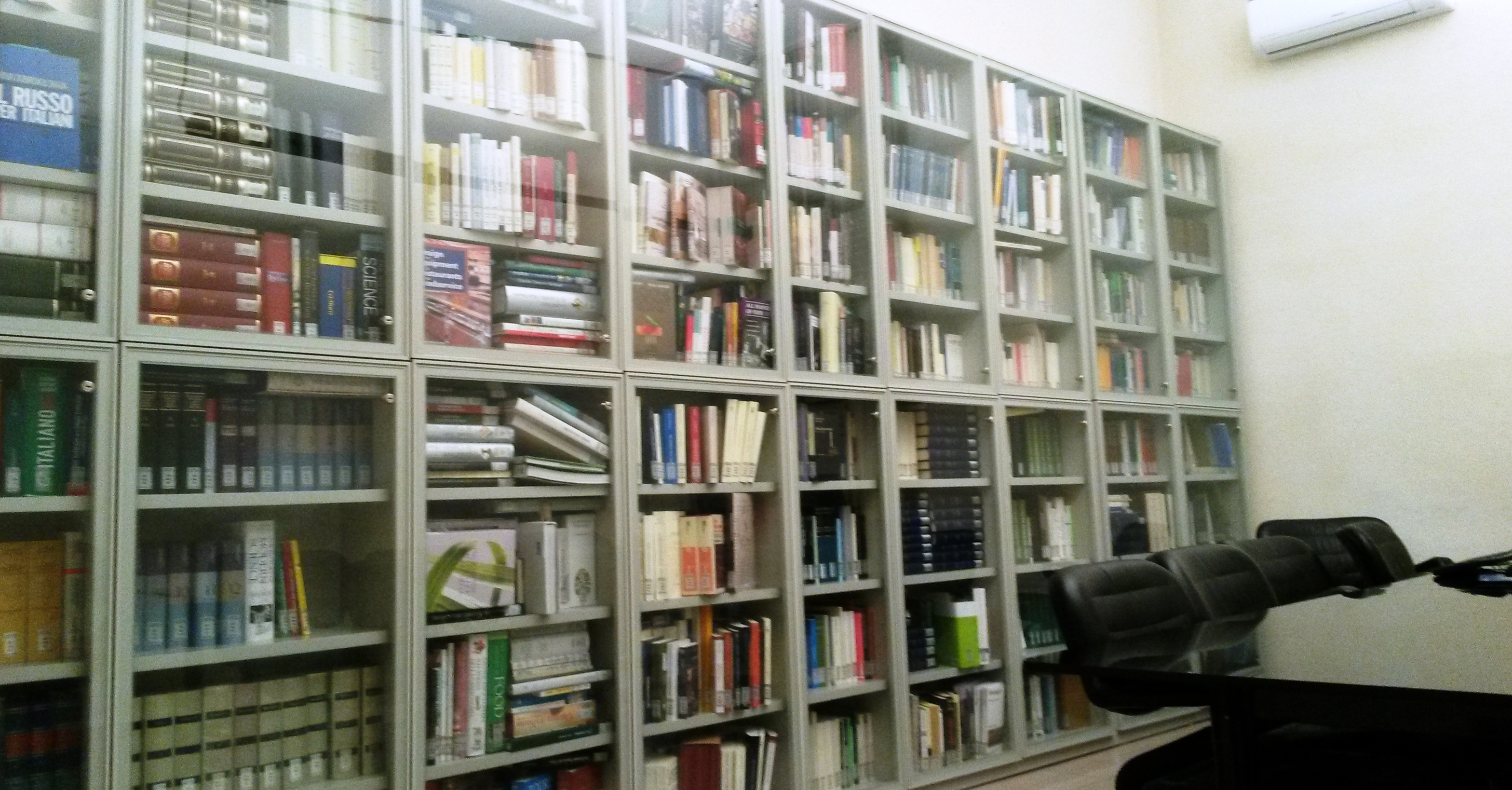
Biblioteca del Seminario di Storia della Scienza

La biblioteca del Seminario di Storia della Scienza possiede circa 14.000 opere, di cui 5.500 opere a stampa di argomento specifico nei settori della storia della scienza e della tecnica, una collezione di classici della scienza dal XVI al XX secolo, in formato microfiches (Landmarks of Science I e II, Monographs and Journals) e un'emeroteca di 35 testate di periodici cartacei. I Landmarks of Science Monographs and Journals sono un corpus di circa 8.500 opere complete di scienziati (in totale 70.000 microfiches), che spaziano dai classici greci agli scienziati del primo Novecento. La collezione comprende anche traduzioni, opere di autori minori, manuali, biografie di scienziati e bibliografie scientifiche. Nella stessa raccolta sono comprese 74 riviste storiche di scienza dal XVII al XX secolo, in formato microfilm.
La biblioteca del Seminario di Storia della Scienza è pubblica ed aperta a tutti gli studiosi interessati a questo settore di studi. Il catalogo è online con accesso dall'OPAC dell'Università di Bari.

## Attività culturali
Il Seminario ha realizzato numerosi convegni e congressi, di portata anche internazionale, sui temi della storia della scienza, dell'informatica linguistica, dei beni culturali, della storia della psicologia, oltre a mostre, seminari, conferenze, tavole rotonde, giornate di studio, corsi di aggiornamento per i docenti degli Istituti secondari. Ha patrocinato l'avvio di alcune collane di Studi di Storia della Scienza con gli editori Laterza Giuseppe e Cacucci di Bari, con Pensa Multimedia di Lecce e con Aracne di Roma. Ha collaborato alla pubblicazione di Physis, rivista internazionale di Storia della Scienza.